# Takuma Aoki
Pour les articles homonymes, voir Takuma.
Takuma Aoki (青木 拓磨, Aoki Takuma), né le 24 février 1974 à Komochi, dans la préfecture de Gunma) est un pilote automobile japonais et l'organisateur du Rentai (レン耐), course d'endurance de mini motos de location au Japon. 
C'est un ancien pilote de vitesse moto japonais. Son grand frère, Nobuatsu Aoki et son petit frère, Haruchika Aoki, sont aussi connus comme pilotes de Grand Prix moto. Les 3 frères Aoki ont gravé leurs noms dans l'histoire de la compétition moto des années 1990.
Takuma commence sa carrière de pilote de Grand Prix moto en catégorie 250 cm3 en 1993. Il devient champion du MFJ Superbike ≪ all Japan Road Race Championship ≫ en 1995 et 1996. En 1997, il participe au Championnat du monde Moto GP en catégorie 500 cm3 avec Honda et il termine en 5e position alors qu'il n'en est qu'à son premier essai en championnat du monde.
Malheureusement un grave accident va l'obliger à mettre fin prématurément à sa carrière de pilote moto. Lors d'essais avec sa WGP 500 sur le circuit de Tochigi au Japon, début février 1998, Takuma est victime d'une terrible chute. Touché aux vertèbres cervicales, il restera paralysé des jambes. Cela ne l'empêche cependant pas de participer dynamiquement aux activités diverses liées aux sports mécaniques, entre autres en tant que racing sub-manager de Honda Racing Corporation, racing advisor de Honda Motorcycle Japan et commentateur télé de Moto GP. Il organise également des stages d'apprentissage de mini moto pour les enfants.
Depuis 2007, chaque année, il participe au Rallye Cross Country d'Asie, il continue la course automobile et a même concouru au Rallye Dakar 2009, toujours à bord de voitures spécialement aménagées avec ≪commandes tout au volant≫, un système conçu par Guidosimplex et fabriqué en Italie. 
En 2010, Takuma et ses amis réussissent à convaincre la Japan Automobile Federation (ja) (JAF), qui n'avait autorisé jusqu'alors à émettre qu'une licence limitée pour les conducteurs handicapés, de mettre fin à cette restriction de licence. Cela permet désormais au pilote de participer aux courses au Japon et Takuma et son ami Takeshi Tsuchiya forment l'équipe Takuma-gp team KOMACHI et concourent au Super Taikyu (ja) (スーパー耐久)Endurance Race Series dans la catégorie ST4. En 2012, il termine 3e de cette compétition japonaise dans la catégorie ST2.
En 2013, Takuma se lance dans un nouveau défi. Il participe à la course GT Asia en tant que pilote de l'équipe Dijon Racing avec son coéquipier Kazuya Tsuruta lors des courses des 5e et 6e séries qui se déroulent au circuit de Fuji Speedway, organisées par la FIA. Celle-ci, ayant reconnu sa grande expérience dans la participation à diverses courses au cours de ces dernières années au niveau national mais aussi international, lui a accordé une licence internationale classe C sans limite.
En 2014, il participe de nouveau à une course internationale avec le championnat GT Asia, au volant d’une Lamborghini Gallardo LP520. Il remporte la victoire dans les première et deuxième manches consécutives et termine en 2ème position du classement de la saison.
En 2016, Takuma participe à la course Asian Le Mans Series dans la catégorie GT Cup. Il est le premier pilote handicapé à disputer cette course mais il remporte le championnat remarquablement dans sa catégorie et prouve ainsi que rien n'est impossible quand on le veut vraiment.
En 2018, Takuma a été sélectionné un des trois pilotes de la filière Frédéric Sausset qui a eu pour objectif d’offrir aux pilotes en situation de handicap l’opportunité d’accéder au sport automobile de haut niveau. 
Le but de ce projet était de faire participer ces pilotes aux 24 Heures du Mans, véritable défi programmé sur trois ans. 
La première année, Un équipage composé de 3 pilotes handicapés ont disputé les V des V Endurance Séries puis s’est engagé dans le championnat Ultimate Cup Séries en 2019 dans la catégorie LMP3.
En 2021, après avoir participé aux 2 manches de l’European Le Mans Séries avec L’Oreca 07-Gibson #41, il participe aux 24 Heures du Mans au sein de l'équipage de l'association SRT41 de Frédéric Sausset, accompagné par Nigel Bailly et Matthieu Lahaye. Takuma a franchi le drapeau à damier en 32ème position du classement général.
Activités diverses :
・Commentateur de Grands Prix MotoGP
・"Takuma keep smiling project"：offrir des fauteuils roulants aux pays en voie de développement
・Directeur d’école à la HDRS (hand drive racing school) : offrir la possibilité aux personnes handicapées de courir sur les circuits automobiles.

## Résultats enChampionnat du monde de vitesse moto
| année | catégorie | équipe           | moto    | 1     | 2     | 3       | 4       | 5       | 6     | 7       | 8     | 9     | 10      | 11     | 12    | 13    | 14    | 15    | Points | Classement final | Victoires |
| ----- | --------- | ---------------- | ------- | ----- | ----- | ------- | ------- | ------- | ----- | ------- | ----- | ----- | ------- | ------ | ----- | ----- | ----- | ----- | ------ | ---------------- | --------- |
| 1993  | 250 cm3   | Cup Noodle-Honda | NSR250  | AUS - | MAL - | JPN 8   | ESP -   | AUT -   | GER - | NED -   | EUR - | RSM - | GBR -   | CZE -  | ITA - | USA - | FIM - |       | 8      | 24e              | 0         |
| 1994  | 250 cm3   | Cup Noodle-Honda | NSR250  | AUS - | MAL - | JPN 5   | ESP -   | AUT -   | GER - | NED -   | ITA - | FRA - | GBR -   | CZE -  | USA - | ARG - | EUR - |       | 11     | 20e              | 0         |
| 1995  | 500 cm3   | HRC-Honda        | NSR500  | AUS   | MAL - | JPN 3   | ESP -   | GER -   | ITA - | NED -   | FRA - | GBR - | CZE -   | RIO -  | ARG - | EUR - |       |       | 16     | 23e              | 0         |
| 1996  | 500 cm3   | HRC-Honda        | NSR500  | MAL - | INA - | JPN Ab. | ESP -   | ITA -   | FRA - | NED -   | GER - | GBR - | AUT -   | CZE -  | IMO - | CAT - | RIO - | AUS - | 0      | -                | 0         |
| 1997  | 500 cm3   | Repsol-honda     | NSR500V | MAL 5 | JAP 4 | ESP 4   | ITA Ab. | AUT Ab. | FRA 5 | NED Ab. | IMO 3 | GER 3 | RIO Ab. | GBR 10 | CZE 6 | CAT 7 | INA 7 | AUS 2 | 134    | 5e               | 0         |

## Résultats aux24 Heures du Mans
| Année | Équipe            | Équipiers                    | Voiture         | Classe         | Tours | Pos. | Class Pos. |
| ----- | ----------------- | ---------------------------- | --------------- | -------------- | ----- | ---- | ---------- |
| 2021  | Association SRT41 | Nigel Bailly Matthieu Lahaye | Oreca 07-Gibson | Innovative Car | 334   | 32e  | –          |